# Leonardina woodi
Genre
Espèce
Statut de conservation UICN

 LC  : Préoccupation mineure
Leonardina woodi, anciennement connu en tant qu’Akalat de Wood, est une espèce de passereaux de la famille des Muscicapidae. C'est la seule espèce du genre Leonardina.

## Description
Leonardina woodi arbore un plumage brun, tirant sur le roux au niveau du dos. Sur le ventre, les plumes du ventre sont grises tandis que celle de la gorge sont généralement blanche.

## Répartition et habitat
Cette espèce est endémique des Philippines.
Ce passereau peut être observé dans les forêts humides de montagnes ou dans celles des plaines et collines environnant les reliefs de l'île de Mindanao, aux Philippines.

## Systématique
Les travaux phylogéniques de Sangster et al. (2010) et Zuccon & Ericson (2010) montrent que cette espèce n'appartient pas du tout à la famille des Pellorneidae, dans laquelle elle était placée par le Congrès ornithologique international (COI) jusque-là, mais qu'elle appartient au clade des Muscicapidae. Elle est donc transférée dans cette dernière famille dans la classification de référence 3.4 (2013) du COI.
D'après le COI, c'est une espèce monotypique.